# Janine Schmitt
Janine Schmitt (26 ottobre 2000) è una sciatrice alpina svizzera, vincitrice della Coppa Europa nel 2024.

## Biografia
Attiva dal novembre del 2016, in Coppa Europa la Schmitt ha esordito il 5 dicembre 2019 a Kvitfjell in supergigante (51ª), ha conquistato il primo podio il 21 dicembre 2021 in Val di Fassa in discesa libera (3ª) e la prima vittoria il 2 dicembre 2022 a Zinal in supergigante; ha debuttato in Coppa del Mondo il 20 gennaio 2023 a Cortina d'Ampezzo in discesa libera (40ª) e nella stagione 2023-2024 in Coppa Europa ha vinto sia la classifica generale, sia quella di supergigante. Non ha preso parte a rassegne olimpiche o iridate.

## Palmarès

### Coppa del Mondo
- Miglior piazzamento in classifica generale: 82ª nel 2025

### Coppa Europa
- Vincitrice della Coppa Europa nel 2024
- Vincitrice della classifica di supergigante nel 2024
- 9 podi:
  - 1 vittoria
  - 3 secondi posti
  - 5 terzi posti

#### Coppa Europa - vittorie
| Data            | Località | Paese    | Specialità |
| --------------- | -------- | -------- | ---------- |
| 2 dicembre 2022 | Zinal    | Svizzera | SG         |

Legenda:

SG = supergigante

### Campionati svizzeri
- 3 medaglie:
  - 1 argento (discesa libera nel 2021)
  - 2 bronzi (combinata nel 2021; discesa libera nel 2025)